# Lahaul und Spiti
Lahaul und Spiti (Hindi: लाहौल और स्पीती Lāhaul aur Spītī [lɑˈhɔːl ɔːr ˈspiːti]) ist der von der Fläche her größte, aber am dünnsten besiedelte Distrikt des indischen Bundesstaats Himachal Pradesh.

## Geografie

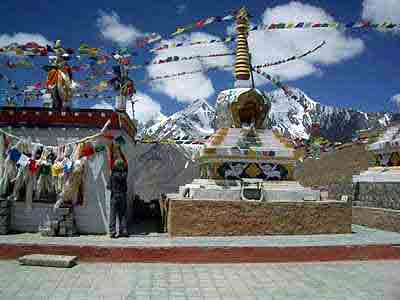
Kunzum-Pass

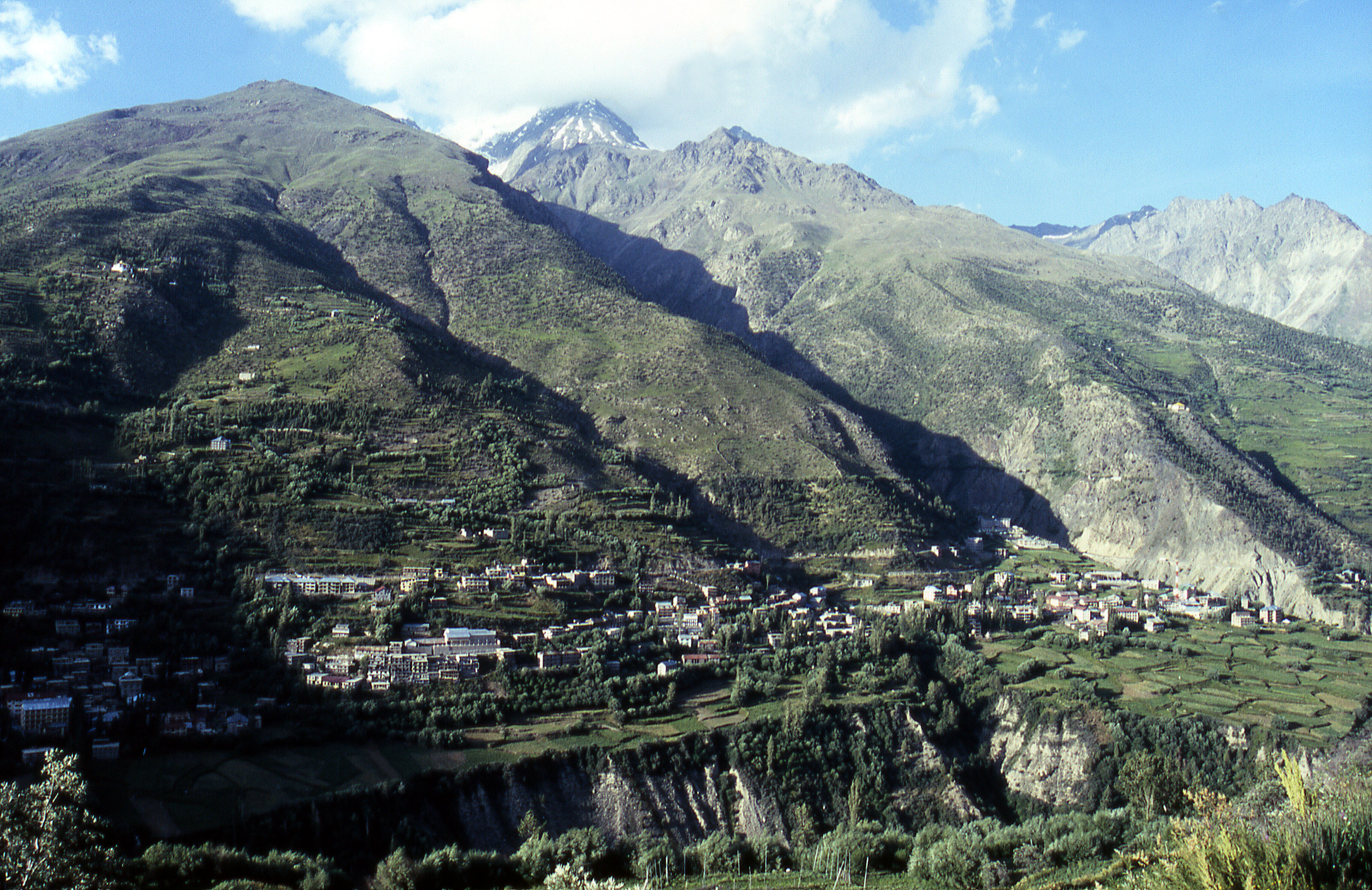
Blick von Khardang Gompa auf Kyelang

Lahaul und Spiti grenzt im Norden an Ladakh, im Osten an das Autonome Gebiet Tibet der Volksrepublik China, im Südosten an den Distrikt Kinnaur, im Süden bzw. Westen an das Kullutal, im Westen an Chamba (zu dem bis 1971 Teile des westlichen Lahauls gehörten) und an Kaschmir.
Der Distrikt wurde politisch zusammengefügt. Geographisch wie auch kulturell hat Lahaul eher Beziehungen nach Kullu im Süden und Zanskar im Norden, Spiti nach Kinnaur im Süden und Rupshu (Nomadenregion im östlichsten Ladakh) im Norden.
Auch Landschaft und Klima unterscheiden sich: Lahaul liegt zwar im Regenschatten der Pir-Panjal-Kette, wird aber noch von Niederschlägen aus den indischen Tiefebenen bestrichen. Entsprechend stark ist die Vergletscherung im Inneren (Chandrabhaga-Kette mit über 100 Eisgipfeln bis 6517 m Höhe). Die Dörfer Lahauls liegen vorwiegend über den Tälern der Flüsse Chandra und Bhaga (nach ihrem Zusammenfluss bei Tandi: Chandrabhaga) auf 2500–3500 m Höhe. (siehe auch: Miyargletscher)
Spiti ist dagegen trocken, im Schatten des Himalaya-Hauptkamms, höher gelegen, und wesentlich dünner besiedelt als Lahoul. Zahlreiche Dörfer liegen im Haupttal des Spiti-Flusses, der sich bei Lossar (4100 m) aus drei Gletscherflüssen bildet und auf ca. 3300 m bei Sumdo Spiti nach Kinnaur verlässt. Wegen der „Inversionslandschaft“ gibt es aber auch stattliche Dörfer und Almen gerade auf den Hochebenen über 4200 m Höhe (Kibber, Langza, Komik, Demul u. a.), weil die Hochflächen weniger trocken sind als die Täler. Das wichtigste Nebental des Spititals ist das Pintal, das nach Süden Richtung Kinnaur abzweigt. Spitis nordöstliche Teile, hin zum höchsten Gipfel Gya (6794 m) am Dreiländereck Spiti/Ladakh/Tibet, sind bis heute fast unzugänglich.
Die Distrikthauptstadt Kyelang ist gleichzeitig der größte Ort in Lahaul. Der größte Ort in Spiti ist Kaza als Verwaltungssitz der Sub-Division Spiti sowie des Tehsils Kaza.
Lahaul ist heute relativ reich, da es Dank ausgeklügelter künstlicher Bewässerung der fruchtbarste Kartoffelproduzent der Welt ist. Im viel trockeneren Spiti wird zurzeit der traditionelle Gerstenanbau zur Selbstversorgung zunehmend von Erbsenabau zum Verkauf auf dem Indischen Markt abgelöst.

## Verwaltungsgliederung
Der Distrikt ist in zwei Sub-Divisionen (Lahaul, Spiti) sowie in zwei Tehsils (Kaza, Keylong) gegliedert.

## Sprache, Kultur und Religion

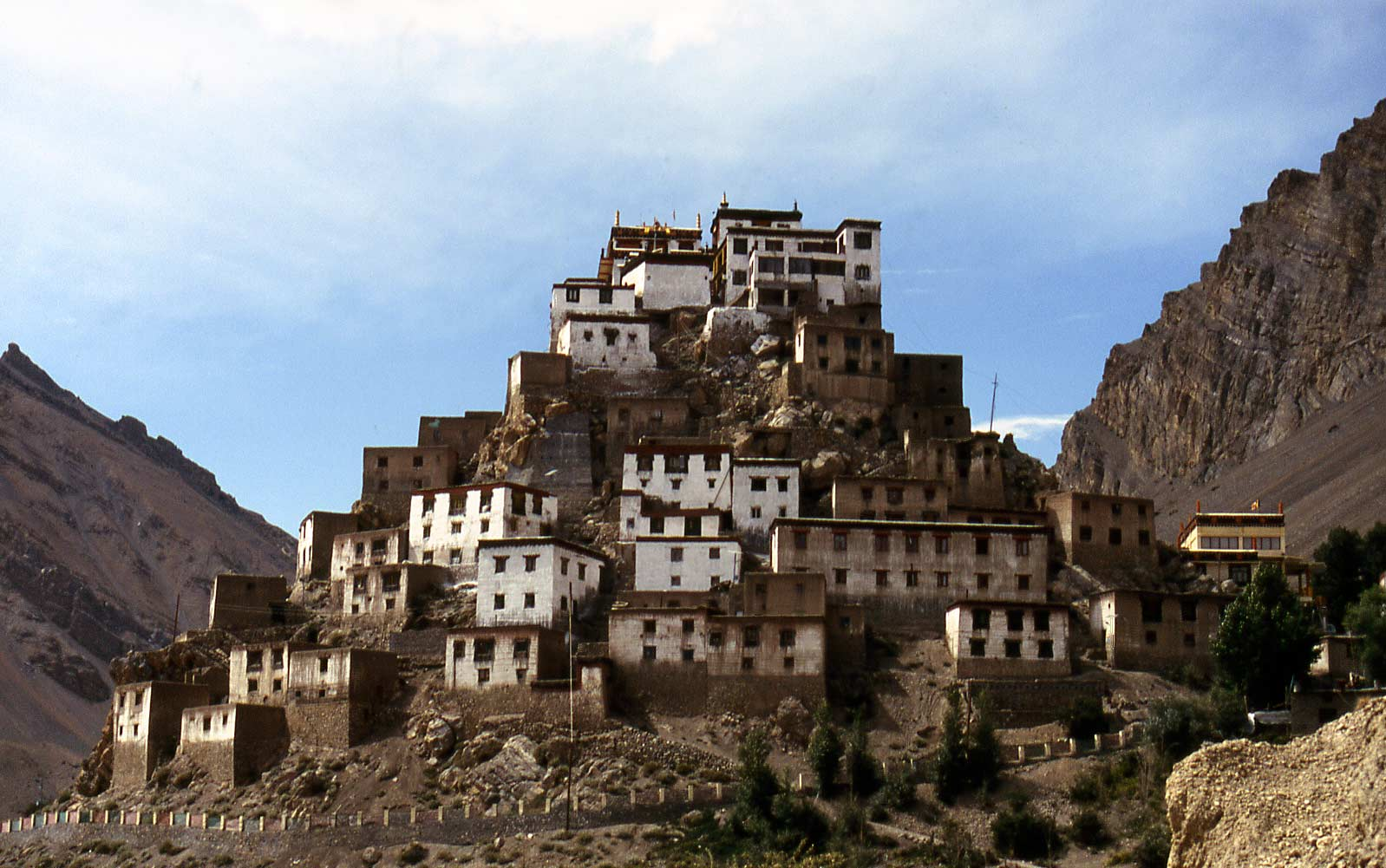
Ki-Gompa in Spiti

In Spiti und Lahaul wird sowohl ein tibetischer Dialekt als auch Hindi gesprochen. Dazu kommen vier weitere Sprachen in Lahaul, deren Ursprung bis heute nicht hinreichend geklärt ist.
Die Hauptreligion in Spiti ist der tibetische Buddhismus in seiner authentischsten Form. Lahaul ist in den stärker besiedelten unteren Talregionen hinduistisch, in den oberen Tälern buddhistisch. Es gibt zahlreiche Klöster, Tempel (Gompas) und Heiligtümer lokaler Gottheiten. Spiti ist ethnisch und kulturell westtibetisch.
Der bedeutendste hinduistische Tempel ist Markula Devi in Udaipur, mit Stelen aus dem 10. Jh., in derselben Ikonografie wie in Tempelanlagen in Changunarayan im Kathmandutal in Nepal (Vishnuismus).
Lokaler Schutzherr Lahauls ist Raja Gyepang, der auf dem gleichnamigen Doppelgipfel in Zentral-Lahaul residiert; sein Tempel steht im Dorf Sissu im unteren Chandratal.
Zu den wichtigsten Gompas zählen der Triloknath-Tempel in Tunde (Pilgerstätte für Buddhisten und Hindus), Khardang Gompa in Khardang (größte Klosteranlage Lahauls), Ki Gompa über dem Spitital (größte Klosteranlage in Spiti, Sitz des Lochen Tulku, der 19. Reinkarnation des Rinchen Zangpo), Dhankar Gompa und Kungri Gompa (ältestes Kloster) in Spiti.
Der Tempelkomplex in Tabo gehört zu den wichtigsten tibetisch-buddhistischen Klöstern weltweit. Er wurde 996 von Rinchen Zangpo gegründet, und einige der neun Tempelanlagen sind noch im ursprünglichen indo-tibetischen Stil erhalten.
Der gegenwärtige Dalai Lama betrachtet Spiti als eine seiner Heimatregionen. Sein spiritueller Lehrer kam aus Kibber und ist auch dort gestorben. Der Dalai Lama hat mehrere seiner Kalachakra-Initiationen in Spiti durchgeführt (in Tabo, Ki und Kungri). Er hat den Wunsch geäußert, seinen Lebensabend in Spiti verbringen zu wollen.
Als Durchzugsgebiet zwischen Indien und Tibet bzw. Ostturkestan hatte Lahaul immer schon Bedeutung, während Spiti abseits lag und allenfalls zwischen den Königreichen Ladakh und Guge (Westtibet) umkämpft war. Touristisch ist heute Lahaul weiter nur Durchzugsgebiet, während Spiti, bis 1992 wegen seiner Grenznähe für Ausländer verschlossen, seit den späten 1990er Jahren touristisch boomt.
Spiti ist heute, dank seiner Zugehörigkeit zur Indischen Union, eine der wenigen Regionen einer autochthonen tibetisch-buddhistischen Kultur.

## Filmdokumentationen
- Himalaya – Reich des Windpferdes – Teil 2 Spiti (Teil 1 Ladakh, Teil 3 Mustang). TV-Dokumentation von Hajo Bermann aus dem Jahr 2011.